# Sematophyllum zuluense
Sematophyllum zuluense là một loài Rêu trong họ Sematophyllaceae. Loài này được (Sim) Magill miêu tả khoa học đầu tiên năm 1979.